# Christian Heinrich Siebold
Christian Heinrich Siebold (* 11. Juni 1806 in Kassel; † 16. Februar 1876 in Aschaffenburg) war ein deutscher Hofgärtner.

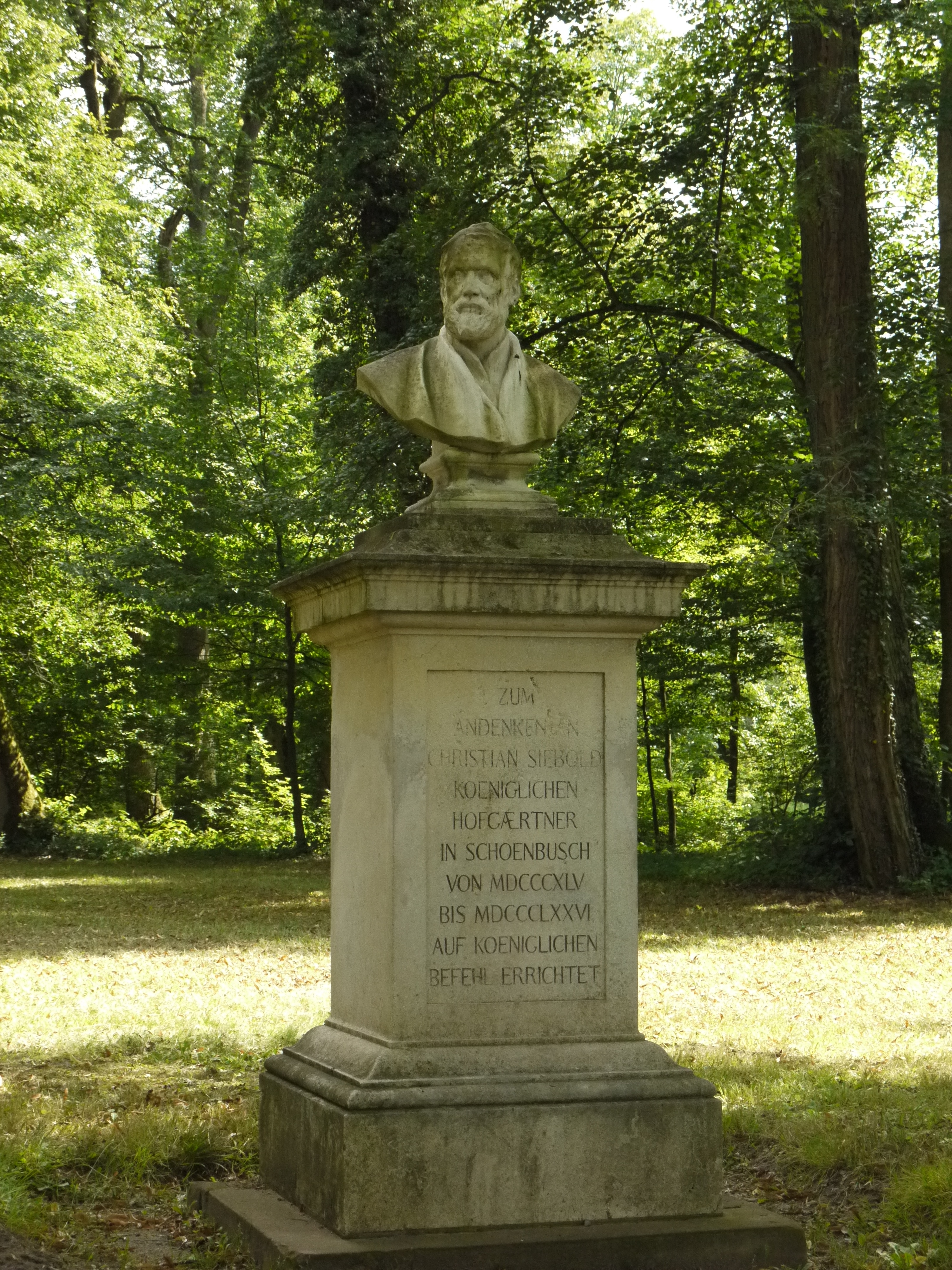
Christian Heinrich Siebold-Denkmal, Park Schönbusch Aschaffenburg

## Leben
Christian Heinrich war der Sohn des kurfürstlichen Geometers Peter Siebold und dessen Frau Katharina Elisabeth. Zunächst 1825 in der Handelsgärtnerei Jäger in Hanau tätig, führte ihn sein Weg bereits 1826 nach München, wo er als Gehilfe in den königlichen Gärten von Schloss Nymphenburg Verwendung fand. 1829 trat er in die Dienste des Fürsten Carl Philipp von Wrede und war fortan für den Schlosspark Ellingen verantwortlich. Hier lernte er seine spätere Frau Maria Theresia Winkler kennen, die ebenfalls am Fürstenhof arbeitete. Aus der mit ihr 1835 geschlossenen Ehe gingen drei Töchter und Sohn Louis hervor, der jedoch am 27. Mai 1853 im Alter von drei Jahren starb. 1834 wird Siebold von König Ludwig I. (Bayern) zum königlichen Hofgärtner ernannt und zugleich nach Ansbach berufen, um die dortigen Schlossgärten zu betreuen. Ab 1845/46 war er im Park Schönbusch in Aschaffenburg tätig. Als Hofgärtner wirkte er dort über 30 Jahre, bis zu seinem Tod im Jahr 1876.

## Schaffen
Siebold war als Hofgärtner und Botaniker aktiv. Er sorgte maßgeblich für die botanische Instandsetzung des Hofgartens der Residenz Ansbach. In Aschaffenburg hat er die Blumenbepflanzung in Form von sogenannten Teppichbeeten eingeführt.

## Ehrungen
Der Hanauer Kunst- und Handelsgärtner Carl Schulz benannte eine Amaryllis-Sorte nach ihm:

„Hofgaertner Siebold. Lebhaft mennigroth mit sammtartigem Glanz, dunkelrothen Adern und grünen Mittelstreifen.“

Der Aschaffenburger Verschönerungsverein bat nach Siebolds Tod 1876 König Ludwig II. (Bayern) um ein Denkmal für den Verstorbenen. Das Gesuch wurde bewilligt und der Hofbildhauer Michael Wagmüller mit der Ausführung beauftragt. 1880 wurde das Denkmal im Park Schönbusch vom bayrischen Hofgartendirektor Carl von Effner feierlich enthüllt.
Sein Grab auf dem Altstadtfriedhof wird seit 2012 als Ehrengrab von der Stadt Aschaffenburg erhalten.